# کلپکی
کلپکی (به لهستانی:  Klepki) یک روستا در لهستان است که در گمینا سابنگه واقع شده‌است.